# Jordan Jowkow
Jordan Stefanow Jowkow (bulgarisch Йордан Стефанов Йовков; * 9. November 1880 in Scherawna; † 15. Oktober 1937 in Plowdiw) war ein bulgarischer Schriftsteller. Er gilt als Klassiker der bulgarischen Erzählkunst.
Jordan Jowkow wurde in dem im Balkangebirge gelegenen Scherawna geboren. Dort besuchte er zunächst die Grundschule, bevor er diese 1895 im nahegelegenen Kotel beendete. Im Jahr 1900 machte er seinen Abschluss am Ersten Männergymnasium in der bulgarischen Hauptstadt Sofia. Sein Literaturlehrer, der Dichter Iwan Grosew, sagte ihm eine Zukunft als Schriftsteller voraus.
Hauptthema seiner Werke ist das Leben in den Dörfern im Nordosten Bulgariens, wobei er allgemein-menschliche Werte mit den kulturellen und ethischen Traditionen seines Landes vereinte. Er pflegte eine schlichte, natürliche Sprache, die Elemente sowohl des Umgangsstils als auch der bulgarischen Volksdichtung enthält. Seine betulich wirkenden Dorfgeschichten, enthalten auch in der Novellensammlung Balkanlegenden, haben Ähnlichkeit mit denen Jeremias Gotthelfs, Gottfried Kellers oder Marie von Ebner-Eschenbachs. Von seiner Erzählung Die weiße Schwalbe sagte Ernest Hemingway, sie sei die schönste, die er je gelesen habe.
Seit 2006 ist der Yovkov Point nach ihm benannt, eine Landspitze von Greenwich Island in der Antarktis.

## Bibliographie
- Balkanlegenden, Verlag Volk und Wissen, Berlin, 1959, aus dem Bulgarischen übersetzt von Z. Dragnewa
- Ein Frauenherz, Erzählungen, Biblion Verlag 1999